# Olej słonecznikowy
Olej słonecznikowy – spożywczy olej roślinny wytwarzany z nasion słonecznika.

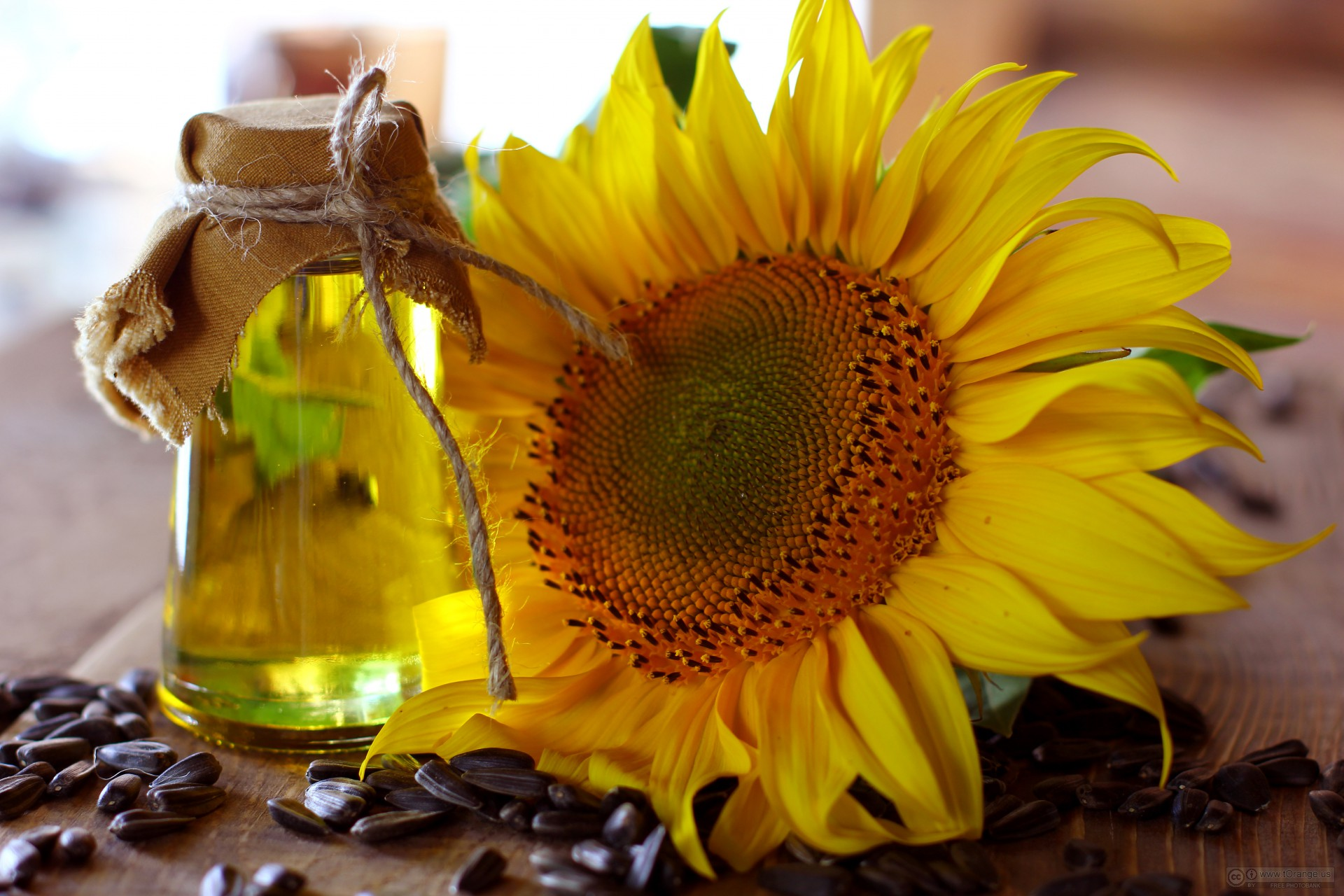
Olej słonecznikowy

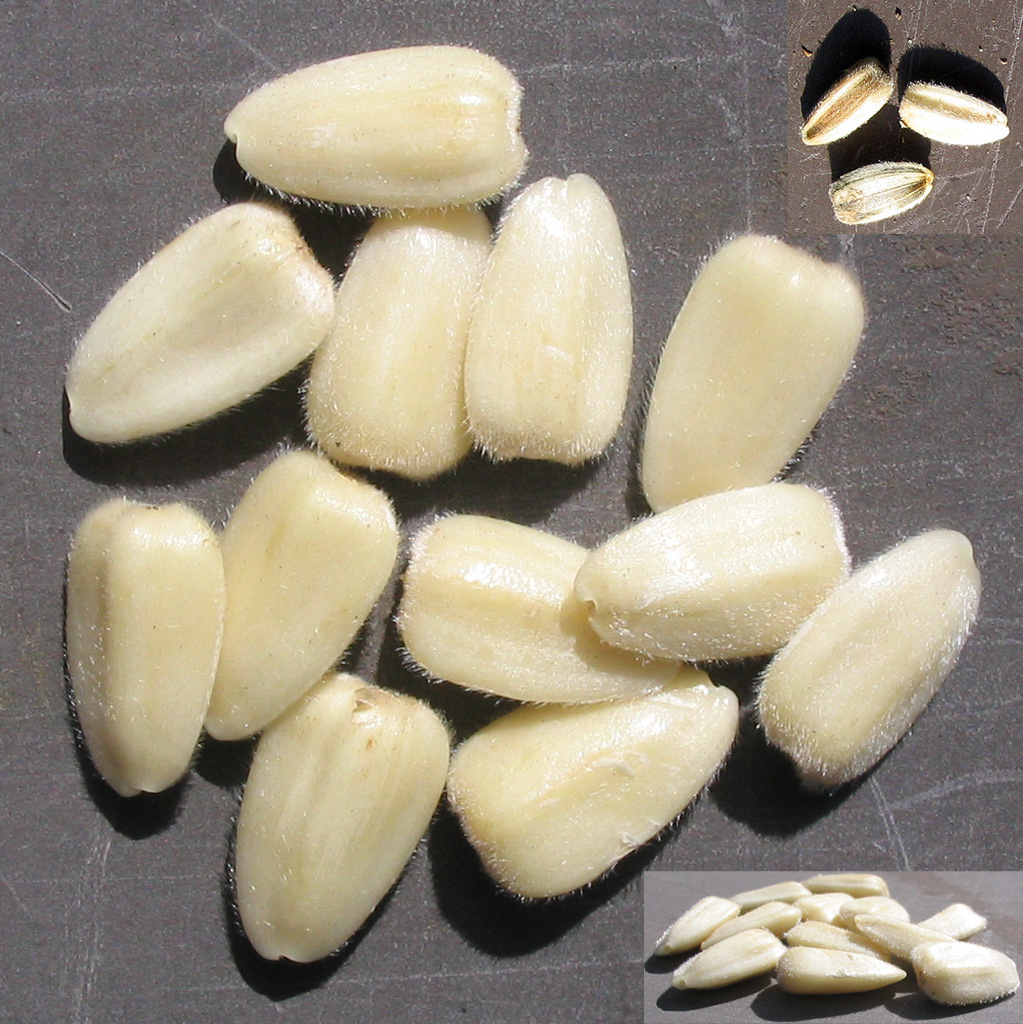
Nasiona słonecznika, z których wytwarzany jest olej słonecznikowy

Słonecznik sprowadzili do Europy Hiszpanie około 1500 roku. Technologię wytłaczania oleju z nasion słonecznika opatentowano w Anglii w 1716 roku. Wykorzystywany jest do produkcji margaryny miękkiej, w gospodarstwie domowym do gotowania i do sałatek. Olej słonecznikowy nierafinowany ma temperaturę dymienia 107 °C i nie należy go podgrzewać do tej temperatury. Olej słonecznikowy rafinowany ma temperaturę dymienia 227 °C, zbliżoną do innych olei roślinnych, wobec czego może być bezpiecznie wykorzystywany do smażenia potraw.
Olej słonecznikowy jest poddawany rafinacji, by pozbawić go zapachu i zmętnienia; jest też poddawany winteryzacji (wymrażaniu) w celu zapobiegania zmętnieniu.

## Wartość odżywcza
Profil tłuszczów w 100 g:
- Kwasy tłuszczowe nasycone: kwas palmitynowy (6,36 g), kwas stearynowy (3,66 g), kwas arachidowy (0,27 g);
- Kwasy tłuszczowe jednonienasycone: kwas oleinowy (19,31 g), kwas ikozenowy (0,14 g).